# Museo de Arte Español Enrique Larreta

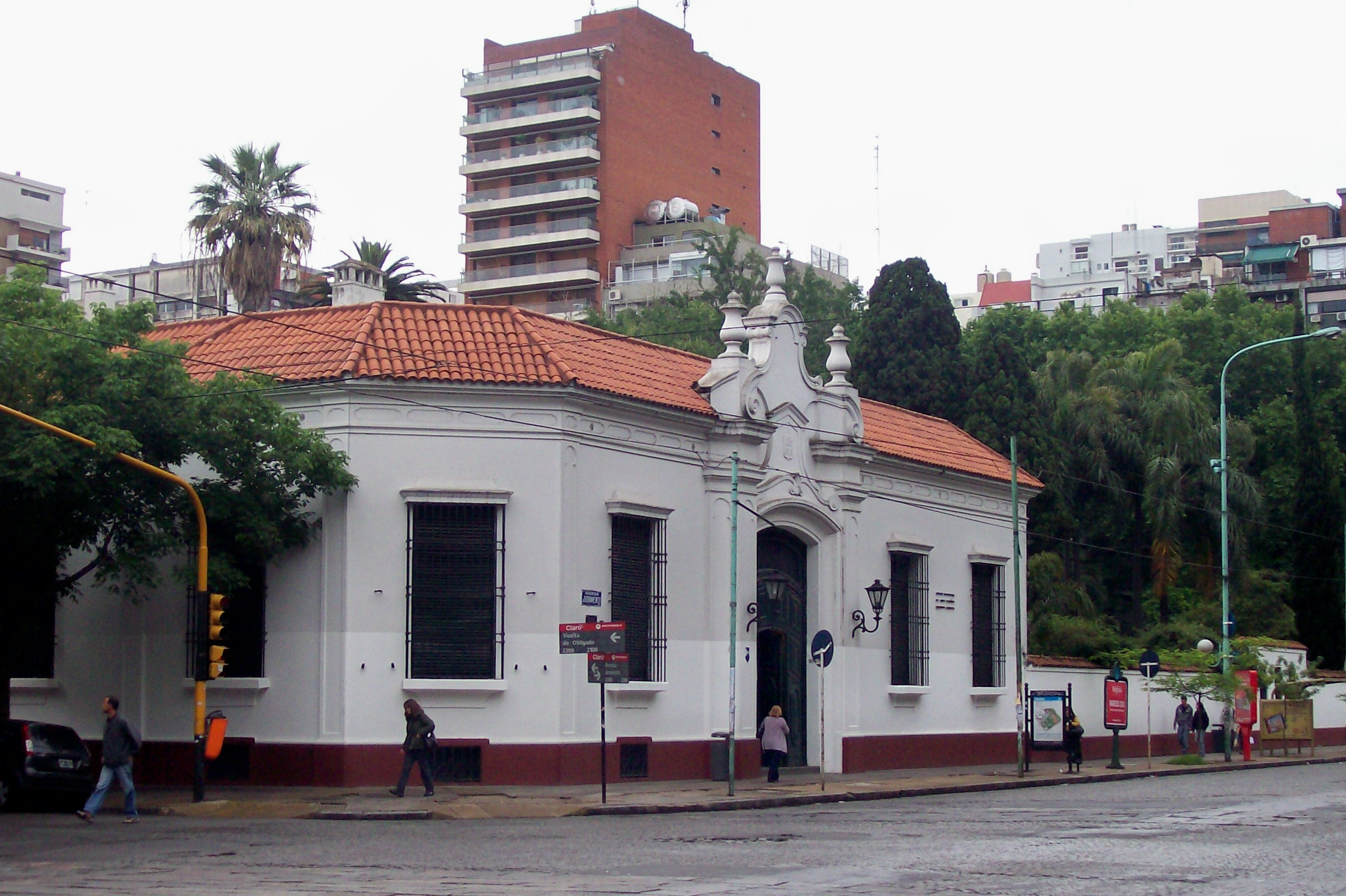
Museo de Arte Español Enrique Larreta.

Museo de Arte Español Enrique Larreta är ett konstmuseum i Barrio Belgrano i Buenos Aires. Museet har en betydande samling av spansk 1800- och 1900-talskonst samlad av den argentinska författaren Enrique Larreta. Museet är inhyst i hans forna neokoloniala palats i Belgrano. Till museet hör en stor andalusisk park.